# Југославија на Песми Евровизије
Југославија је учествовала на Песми Евровизије 27 пута (прва два пута као ФНР Југославија, 24 пута као СФР Југославија и последњи пут као СР Југославија). Дебитовала је 1961. и такмичила се сваке године до 1992. осим 1977, 1978, 1979, 1980. и 1985. године. Југославија је била једина комунистичка држава на Евровизији и природно једина земља из источног блока која је учествовала.
Југославију су током година представљали извођачи из пет од шест република које су чиниле Југославију. Извођачи су били из Босне и Херцеговине (4), Хрватске (11+1), Црне Горе (1), Србије (6+1) и Словеније (4), а једино Македонија није имала представника. Извођачи из Хрватске су били најуспешнији пошто су победили на 11 (плус један дует са српском певачицом) од 27 Евровизија.
Југославија је победила на Песми Евровизије 1989. године. Према правилима такмичења, Песма Евровизије 1990. се одржала у Загребу, Хрватска.
Од распада СФРЈ, иако је Савезна Република Југославија (Србија и Црна Гора) за разлику од бивших југословенских република била једина држава која је учествовала 1992. године, то ће јој остати једино појављивање до реорганизације државе и промене имена у Србија и Црна Гора. Под тим именом први пут ће учествовати 2004. (други пут од распада СФРЈ) и освојити 2. место. Резултати нових република су различити: Хрватска је имала некаквог успеха средином 90-их, а Србија, Црна Гора и Босна и Херцеговина су имале успеха каснијих година, док је Северна Македонија 2019. први пут ушла у првих 10.

## Представници
| 1961      | Љиљана Петровић                  | Неке давне звезде        | ТВ Љубљана       | 8.               | 9                |                  |                  |
| 1962      | Лола Новаковић                   | Не пали светло у сумрак  | ТВ Љубљана       | 4.               | 10               |                  |                  |
| 1963      | Вице Вуков                       | Бродови                  | ТВ Загреб        | 11.              | 3                |                  |                  |
| 1964      | Сабахудин Курт                   | Живот је склопио круг    | ТВ Сарајево      | 13.              | 0                |                  |                  |
| 1965      | Вице Вуков                       | Чежња                    | ТВ Сарајево      | 12.              | 2                |                  |                  |
| 1966      | Берта Амброж                     |                          | ТВ Љубљана       | 7.               | 9                |                  |                  |
| 1967      | Ладо Лесковар                    |                          | ТВ Љубљана       | 8.               | 7                |                  |                  |
| 1968      | Дубровачки трубадури             | Један дан                | ТВ Загреб        | 7.               | 8                |                  |                  |
| 1969      | Иван & 3М                        | Поздрав свијету          | ТВ Загреб        | 13.              | 5                |                  |                  |
| 1970      | Ева Сршен                        |                          | ТВ Љубљана       | 11.              | 4                |                  |                  |
| 1971      | Кићо Слабинац                    | Твој дјечак је тужан     | ТВ Загреб        | 14.              | 68               |                  |                  |
| 1972      | Тереза Кесовија                  | Музика и ти              | ТВ Загреб        | 9.               | 87               |                  |                  |
| 1973      | Здравко Чолић                    | Гори ватра               | ТВ Сарајево      | 15.              | 65               |                  |                  |
| 1974      | Корни група                      | Моја генерација          | ТВ Београд       | 12.              | 6                |                  |                  |
| 1975      | Пепел ин кри                     | Дан љубезни              | ТВ Љубљана       | 13.              | 22               |                  |                  |
| 1976      | Амбасадори                       | Не могу скрити своју бол | ТВ Сарајево      | 17.              | 10               |                  |                  |
| 1977–1980 | Нису учествовали                 | Нису учествовали         | Нису учествовали | Нису учествовали | Нису учествовали | Нису учествовали | Нису учествовали |
| 1981      | Сеид Мемић Вајта                 | Лејла                    | ТВ Сарајево      | 15.              | 35               |                  |                  |
| 1982      | Аска                             | Хало, хало               | ТВ Београд       | 14.              | 21               |                  |                  |
| 1983      | Даниел Поповић                   | Џули                     | ТВ Титоград      | 4.               | 125              |                  |                  |
| 1984      | Изолда Баруџија и Владо Калембер | Ћао аморе                | ТВ Титоград      | 18.              | 26               |                  |                  |
| 1985      | Зорица Конџа и Јосип Генда       | Покора                   | ТВ Загреб        | Одустали су      | Одустали су      |                  |                  |
| 1986      | Дорис Драговић                   | Жељо моја                | ТВ Загреб        | 11.              | 49               |                  |                  |
| 1987      | Нови Фосили                      | Ја сам за плес           | ТВ Загреб        | 4.               | 92               |                  |                  |
| 1988      | Сребрна крила                    | Мангуп                   | ТВ Загреб        | 6.               | 87               |                  |                  |
| 1989      | Рива                             |                          | ТВ Загреб        | 1.               | 137              |                  |                  |
| 1990      | Тајчи                            | Хајде да лудујемо        | ТВ Загреб        | 7.               | 81               |                  |                  |
| 1991      | Беби Дол                         | Бразил                   | ТВ Београд       | 21.              | 1                |                  |                  |
| 1992      | Екстра Нена                      | Љубим те песмама         | ТВ Београд       | 13.              | 44               |                  |                  |

## 1961.
Прво учешће Социјалистичке Федеративне Републике Југославије (тада под именом Федеративна Народна Република Југославија) на Песми Евровизије било је 1961. године. Те године „боје“ ФНРЈ бранила је млада и до тада непозната певачица из Новог Сада Љиљана Петровић. У време првог националног избора, Љиљана Петровић налазила се у Љубљани (Словенија) где је снимала свој деби сингл за издавачку кућу Југотон (данас Кроациа Рекордс). Јоже Привешек, словеначки аутор, чуо је младу Љиљану и предложио јој да отпева његову композицију “Неке давне звезде”. Она је пристала и победила. Љиљана Петровић за себе воли да каже да је кроз европска врата ушла на југословенску поп сцену. Текст за ову композицију написао је један од најпознатијих српских песника 20. века Мирослав Антић. Мирослав Антић сматрао је да социјалистичка певачица треба да буде смерно и скромно обучена. Пред сам наступ спикерка ТВ Љубљане Саша Новак, која се налазила у југословенској делегацији, кришом је Љиљани окачила сребрни брош који је представљао једини модни детаљ на њеној једноставној црној хаљини. Композиција “Неке давне звезде” освојила је 8. место са добијених 9 бодова.
Љиљана Петровић је преминула 4. фебруара 2020. године. Иако никада није припадала самом врху југословенске забавне музике, остаће упамћена као увек насмејани интерпретатор бројних балада препознатљивог звука које је најчешће изводила уз гитару.

## 1962.
Следеће године, представник Југославије била је Лола Новаковић певачица из Београда која је композицијом “Не пали светла у сумрак” освојила фантастично 4. место. Песму је на текст Драгутина Бритвића компоновао Јоже Прившек. Њено четврто место, до којег је дошла са укупно 10 освојених бодова, биће тешко поновљив успех у периоду од две деценије југословенског учешћа. Куриозитета ради, увек критичан жири Италије када су представници Југославије у питању, Лоли Новаковић доделио је највеће оцене.
Лола Новаковић је шездесетих година прошлог века, била једна од највећих звезда поп музике на просторима бивше Југославије. Остаће упамћени серијали њених концерата у тада највећој концертној дворани главног града “Дом синдиката”. Лолу Новаковић и данас можете чути на њеним наступима у елитним београдским клубовима. Годинама, сваког 1. јануара у оквиру манифестације “Улица отвореног срца” срећну нову годину пожели Београђанима песмом “Београде” коју изводи на подијуму испред београдског позориште “Атеље 212” у строгом центру Београда.

## 1973.
Десет година касније, 1973. године, Југославију је у Луксембургу представљао Здравко Чолић са композицијом Кемала Монтена “Гори ватра”. Није успео да запали Европу, освојио је претпоследње, 15. место са 65 бодова.
Лош евровизијски пласман није сметао Здравку Чолићу да направи једну од најблиставијих певачких каријера на просторима бивше Југославије. И поред распада земље, Здравко Чолић остао је најпопуларнији певач забавне музике који својим концертима пуни фудбалске стадионе и спортске хале од Словеније до Македоније. Од почетка рата на просторима бивше Југославије живи у Београду. Као потврда непролазности његове каријере и популарности која траје преко четрдесет година бележимо његову турнеју на просторима бивше Југославије “Окано” 2001. године. Турнеја је крунисана концертом на највећем фудбалском стадиону у Србији, популарној “Маракани”, пред преко 80.000 људи 30. јуна 2001. године. То је била својеврсна реприза највећег концерта у историји шоу бизниса на овим просторима који је одржан на истом месту 5. септембра 1978. године у оквиру његове турнеје “Путујући земљотрес”.

## 1974.
Дванаесто место на ЕСЦ 1974. освојила је “Корни група” са песмом “Моја Генерација 1942”. То је била победничка композиција Опатијског фестивала који је истовремено био и национални избор за југословенског представника на Песми Евровизије. Критика је “корнијевце” испратила на ЕСЦ двојако: док су једни сматрали да Европи, поготово на тлу Енглеске, не можемо продавати поп музику, други су били пуни хвале јер ето, напокон, на Евровизију није послат шлагер.
Корнелије Ковач, оснивач и вођа групе, сматра се једним од најбољих композитора Србије и Црне Горе. Као композитор учествовао је на Југовизијама осамдесетих година прошлог века и то компонујући за најпознатију фолк певачицу бивше Југославије Фахрету Јахић алијас Лепу Брену. Ћерке Корнелија Ковача су као пратећи вокали учествовали на ЕСЦ 1991. године, а као композитор Кристина Ковач је са групом “Пети Елемент” освојила друго место на Европесми/Европјесми 2004. година.
Данас, Корнелије Ковач заузима критичан став када је највећи европски фестивал лаких нота у питању. “Песму Евровизије” види као висок продукт шоубизниса где новац и маркетинг играју пресудну улогу. Када је његово учешће на ЕСЦ у питању, мисли да је учествовао неадекватном песмом јер је није компоновао за Европу већ за домаћи фестивал са темом која је била разумљива за младе у тадашњој Југославији. Куриозитета ради, гардеробу је Корни група у Брајтон-у делила са представницима Шведске и победницима Песме Евровизије 1974. групом АББА.

## 1976.
Песму “Не могу скрити своју бол” којом је група “Амбасадори” из Босне и Херцеговине представљала Југославију на Евровизији 1976. компоновао је Слободан Вујовић на текст Слободана Ђурашовића. Иако је била хит у земљи, ова песма се није допала европској публици и освојила је претпоследње 17. место са само десет освојених бодова. Лош пласман групе Амбасадори био је разлог паузе од пет година у југословенским учешћима на Песми Евровизије.

## 1982.
Највећу популарност у бившој Југославији, овај фестивал имао је осамдесетих година прошлог века. На националним изборима су се појављивале апсолутно највеће музичке звезде. Било је и закулисних радњи као и непринципијелног гласања републичких жирија у циљу победе својих представника. Такву ситуацију искористила је анонимна београдска група “Аска” 1982. године у Љубљани где се одржавао национални избор за Песму Евровизије. И док су фаворити добијали или максимални број бодова или били игнорисани, песма “Хало хало” добијала је бодове од свих републичких жирија и на крају тријумфовала. На текст Мира Зеца, песму је компоновао Александар Сања Илић, композитор из Београда. Сањи Илићу ово није било прво учешће на Југовизијама. Године 1968. као 16-годишњак послао је своју композицију “Бај, бај, бај” на национални избор што га чини најмлађим композитором у историји националног такмичења. Добро обавештени извори тврде да је композиција ушла у ужи избор јер је члан комисије за избор песама био његов отац Миодраг Илић Бели. Још боље обавештени кругови тврде да је целу причу исконструисао композитор Војкан Борисављевић, чију је композицију за такмичење те године, жири једногласно одбио. Војкан је данима правио ујдурму по штампи, а нарочито у Новостима, преко својих кумова и новинара Јована Хаџикостића и Драгана Јелића (постоје и исечци), тврдећи да је песма ``Песник мира“ коју је компоновао млади шеснаестогодишњак Сања Илић, наводно дело његовог оца. Дакле, истина је да је те 1967. године на избору у Скопљу за југословенског представника за песму Евровизије учествовала песма ``Песник мира“ коју је певала Лола Новаковић за ТВ Београд. Тако је Сања Илић постао и остао до данас најмлађи композитор за песму Евровизије. Композиција Сање Илића ``Бај, бај, бај“, коју је певала Бисера Велетанлић, појавила се на истом такмичењу у Опатији, али девет година касније - 1976.
Групу “Аска” сачињавале су Изолда Баруџија, Снежана Мишковић и Снежана Стаменковић.
Песма “Хало, Хало” освојила је 14. место, а остаће упамћена као прва композиција Југославије која је од неког жирија добила максималних 12 бодова. Шведски жири је оценио да је управо југословенска композиција била најбоља песма Евровизије 1982.
Изолда Баруџија остаће запамћена као апсолутна југословенска рекордерка у броју наступа на Песми Евровизије. Она је Југославију представљала три пута (1982,1983 и 1984). Данас живи у Београду и поред својих наступа на Песми Евровизије никада није успела да направи завидну солистичку каријеру. Непосредно након наступа у Херогејту, завидну каријеру остварила је Снежана Мишковић алијас Викторија нарочито почетком деведесетих. Данас је и она ван музичке сцене Србије и Црне Горе. Снежана Стаменковић је после избора у Херогејту у Енглеској 1982. године и наступа са групом ``Аска“, наставила оперску каријеру у Немачкој.

## 1983.
Црногорац Данијел Поповић је као представник ТВ Титограда (данас Радио-телевизија Црне Горе) победио на домаћем избору и представљао је Југославију на ЕСЦ 1983. године. На текст Марија Михаљевића, музику за песму “Џули” компоновао је сам Данијел. У Минхен је испраћен оштрим критикама да је песма “Џули” неуспели плагијат песама тада популарног певача Шејкина Стивенса.
Међутим, Данијел је освојио 4. место и поновио дотадашњи највећи успех који је постигла Лола Новаковић, двадесет и једну годину раније. Пет жирија је југословенском представнику доделило максимални број бодова. И други жири су били наклоњени нашој песми, тако да је Данијел освојио укупно 125 бодова.
Након Евровизије, следи његова заиста велика популарност у земљи. ЛП “Џули” продат је у, за тадашње прилике невероватном и до данас непоновљивом, тиражу од 800.000 примерака. Песма је била и европски хит, али и поред тога, Данијел није успео да направи интернационалну каријеру.

## 1984.
Следеће године, ТВ Титоград поново тријумфује на националном избору и то композицијом “Љубавна прича број 1” коју су у Скопљу извели дует Изолда Баруџија и Владо Калембер. На ЕСЦ 1984. песма црногорског ауторског тандема Слободана Бучевца и Милана Перића изведена је под насловом “Ћао аморе”, а последњег места спасли су је 16 бодова Југославији увек наклоњених жирија из Турске и Кипра. Турски жири је овој песми дао 8 бодова иако турска ТВ публика није имала прилике да види спот за ову песму. Због слободнијих сцена сниманих на црногорском приморју, спот је цензурисан и забрањен за приказивање на националној турској телевизији.

## 1991.
Последњи представник СФРЈ на Евровизији била је Драгана Шарић алијас Беби Дол са композицијом “Бразил” 1991. године. Ову песму компоновали су Слободан Марковић и Зоран Врачевић, а текст је написала сама Драгана Шарић.
Национални избор “Југовизија 1991.” те године одржавао се у Сарајеву и то 9. марта који ће остати упамћен као датум првих великих опозиционих демонстрација против владавине Слободана Милошевића. И док су тенкови на улицама главног града разбијали демонстрације, Беби Дол је у четвртом покушају успела да победи на Југовизији. Представници северних република (Словеније и Хрватске) оптуживали су да је победа Беби Дол последица непринципијелног гласања три телевизијска жирија са простора Србије (ТВ Београд, ТВ Приштина и ТВ Нови Сад).
Негативне околности пратиле су и учешће Беби Дол на Песми Евровизије у Риму. Неколико дана пре одржавања фестивала на просторима бивше Југославије почели су први оружани сукоби у Хрватској. Беби Дол је вољом жреба наступала као прва. Једино је жири Малте композицији „Бразил“ доделио један бод што је било довољно за претпоследње место. Управо су овако лош пласман песме Бразил енглески критичари искористили за доказивање тврдње да је Евровизија превазиђена форма затворена за савремене трендове у поп музици.

## 1992.
Екстра Нена, 1992. године је последњи извођач која је на Песми Евровизије бранила боје земље која се звала Југославија. На националном избору учествовали су представници данас три независне државе – Босне и Херцеговине, Србије и Црне Горе. Песму “Љубим те песмама” компоновао је Радивоје Раде Радивојевић, а текст је написао Гале Јанковић. Са 44 бодова, Снежана Берић алијас Екстра Нена заузела је 13. место. Некадашња фолк звезда којој је псеудоним остао управо из периода бављења фолк музиком, данас се бави искључиво поп музиком и то са променљивим успехом. Учествовала је и на првом српско – црногорском националном избору за Песму Евровизије - Европесма/Европјесма 2004. године.

## Организовање Песме Евровизије
| Година | Град   | Место одржавања                      | Водитељ(и)                     |
| ------ | ------ | ------------------------------------ | ------------------------------ |
| 1990   | Загреб | Концертна дворана Ватрослав Лисински | Оливер Млакар и Хелга Влаховић |

## Коментатори и презентери гласова
| Година | Српски коментатор     | Хрватски коментатор | Словеначки коментатор | Презентер гласова             |
| ------ | --------------------- | ------------------- | --------------------- | ----------------------------- |
| 1961.  | Љубомир Вукадиновић   | Гордана Бонети      | Томаж Терчек          | Саша Новак                    |
| 1962.  | Љубомир Вукадиновић   | Гордана Бонети      | Томаж Терчек          | Младен Делић                  |
| 1963.  | Љубомир Вукадиновић   | Гордана Бонети      | Томаж Терчек          | Милоје Орловић                |
| 1964.  | Милоје Орловић        | Гордана Бонети      | Томаж Терчек          | Саша Новак                    |
| 1965.  | Милоје Орловић        | Младен Делић        | Томаж Терчек          | Љубо Јелчић                   |
| 1966.  | Милоје Орловић        | Младен Делић        | Томаж Терчек          | Драгана Марковић              |
| 1967.  | Милоје Орловић        | Младен Делић        | Томаж Терчек          | Саша Новак                    |
| 1968.  | Милоје Орловић        | Младен Делић        | Томаж Терчек          | Снежана Липковска Хаџинаумова |
| 1969.  | Милоје Орловић        | Младен Делић        | Томаж Терчек          | Гордана Бонети                |
| 1970.  | Милован Илић Минимакс | Оливер Млакар       | Томаж Терчек          | Драгана Марковић              |
| 1971.  | Милован Илић Минимакс | Оливер Млакар       | Томаж Терчек          | Нема презентера гласова       |
| 1972.  | Милован Илић Минимакс | Оливер Млакар       | Томаж Терчек          | Нема презентера гласова       |
| 1973.  | Милован Илић Минимакс | Оливер Млакар       | Томаж Терчек          | Нема презентера гласова       |
| 1974.  | Милован Илић Минимакс | Оливер Млакар       | Томаж Терчек          | Хелга Влаховић                |
| 1975.  | Милован Илић Минимакс | Оливер Млакар       | Томаж Терчек          | Драгана Марковић              |
| 1976.  | Милован Илић Минимакс | Оливер Млакар       | Томаж Терчек          | Виктор Блажич                 |
| 1977.  | Милован Илић Минимакс | Оливер Млакар       | Томаж Терчек          | Није учествовала              |
| 1978.  | Милован Илић Минимакс | Оливер Млакар       | Томаж Терчек          | Није учествовала              |
| 1979.  | Милован Илић Минимакс | Оливер Млакар       | Томаж Терчек          | Није учествовала              |
| 1980.  | Милован Илић Минимакс | Оливер Млакар       | Томаж Терчек          | Није учествовала              |
| 1981.  | Младен Поповић        | Оливер Млакар       | Томаж Терчек          | Хелга Влаховић                |
| 1982.  | Младен Поповић        | Оливер Млакар       | Томаж Терчек          | Миша Молк                     |
| 1983.  | Младен Поповић        | Оливер Млакар       | Томаж Терчек          | Бошко Неговановић             |
| 1984.  | Младен Поповић        | Оливер Млакар       | Томаж Терчек          | Снежана Липковска Хаџинаумова |
| 1985.  | Није било преноса     | Није било преноса   | Није било преноса     | Није учествовала              |
| 1986.  | Младен Поповић        | Оливер Млакар       | Миша Молк             | Енвер Петровци                |
| 1987.  | Младен Поповић        | Оливер Млакар       | Миша Молк             | Љиљана Типсаревић             |
| 1988.  | Младен Поповић        | Оливер Млакар       | Слободан Калопер      | Миша Молк                     |
| 1989.  | Младен Поповић        | Оливер Млакар       | Миша Молк             | Дијана Чулић                  |
| 1990.  | Младен Поповић        | Бранко Уводић       | Миша Молк             | Драго Чулина                  |
| 1991.  | Младен Поповић        | Ксенија Урличић     | Миша Молк             | Мебрура Тополовац             |
| 1992.  | Младен Поповић        | Независне државе    | Независне државе      | Веселин Мрђен                 |